# Masatoshi Sako
Masatoshi Sako (jap. 佐古雅俊 Sako Masatoshi; ur. 3 maja 1960 r. w Iwakuni) – japoński kolarz torowy. Jego największym sukcesem jest zdobycie brązowego medalu w keirinie podczas rozgrywanych w 1989 roku mistrzostw świata w Lyonie. W wyścigu tym uległ jedynie Włochowi Claudio Golinellemu oraz Francuzowi Patrickowi Da Rocha. Sako nigdy nie brał udziału w igrzyskach olimpijskich.